# ویتن (کانزاس)
ویتن (به انگلیسی: Wheaton) شهری در ایالت کانزاس کشور ایالات متحده آمریکا است که جمعیت آن در سرشماری سال ۲۰۱۰ میلادی، ۹۵ نفر بوده‌است.